# Moviment de Fermi
El moviment de Fermi és el moviment quàntic dels nucleons (protons i neutrons) a l'interior d'un nucli atòmic.
Segons el model de gas de Fermi del nucli atòmic, els protons i els neutrons (fermions) es mouen confinats dins d'un pou de potencial, sota l'efecte del principi de Pauli, és a dir seguint l'estadística de Fermi-Dirac. La fondària del pou és de 40 MeV. En l'estat fonamental del nucli, els nucleons solen tenir nivells d'energia entre -40 MeV i -7 MeV (corresponent a l'energia de lligadura dels nucleons dins el nucli); i per tant, se'ls poden atribuir energies cinètiques de fins a 33 MeV (energia de Fermi), que correspon a una quantitat de moviment de 250 MeV/c aproximadament. El moviment corresponent s'anomena moviment de Fermi.